# Green River (Band)
Green River, die sich nach dem Green-River-Killer benannt hatte, war zusammen mit Soundgarden eine der ersten Grunge-Bands. Neben mehreren EPs brachte sie ein Studioalbum heraus.

## Geschichte
Anfang 1984 wurde Green River von den Freunden Steve Turner und Mark Arm aus den Garagenbands Mr. Epp & The Calculations und Spluii Numa in Seattle gegründet. Hinzu kamen Jeff Ament von den Derange Dictions am Bass und Alex Vincent von Spluii Numa als Schlagzeuger.
Zu dieser Zeit veröffentlichte Green River zwei Beiträge auf dem Sampler Deep Six von C/Z Records unter anderem mit The U-Men, Soundgarden, den Melvins, Skin Yard und Malfunkshun.
Im Sommer 1985 stieß als zweiter Gitarrist Stone Gossard hinzu, Steve Turners Bandkollege bei den Ducky Boys. Turner, Gossard und Vincent kannten sich bereits aus der Schule.
Die nächste Aufnahme wurde ihre erste LP Come on Down bei dem New Yorker Indie-Label Homestead Records. Nachdem Erscheinen von Come on Down verließ Steve Turner die Band, da er das Bühnengehabe der anderen nicht mochte und auch die Musik sich nicht in seine favorisierte Richtung entwickelte.
Als Ersatz kam Bruce Fairweather, der mit Ament bereits bei Derange Dictions gespielt hatte. Im Anschluss veröffentlichten sie eine selbstfinanzierte Single bei HP-Records mit den Stücken Together We'll Never, welches noch aus der Feder von Turner stammte, und eine Coverversion von den Dead Boys Ain't Nothing to Do.
Im Anschluss an diese Veröffentlichung tourte sie entlang der Westküste und machte sich mit dem gerade gegründeten Label Sub Pop an die Arbeit an der EP Dry as a Bone, die durch finanzielle Schwierigkeiten seitens Sub Pops erst im Sommer 1987 in die Läden kam. (Hierauf u. a. eine Coverversion des Liedes Ozzie der Band Tales of Terrors, welches von eben dem Green River Killer handelt, der den Bandnamen inspirierte.)
Der nächste Schritt war die Produktion des Albums Rehab Doll. Während dieser Zeit nahmen die Spannungen zwischen Mark Arm auf der einen Seite und Gossard, Ament und Fairweather auf der anderen Seite zu. Erstens war seit dem Weggang Steve Turners das Songwriting in die Hände von Gossard und Fairweather gelangt und wurde damit rocklastiger und komplexer, während Arm eher zum einfacheren Punkrock neigte. Zweitens gab es Reibereien bezüglich des Aufnahmestudios für Rehab Doll. Arm wollte weiterhin mit Jack Endino zusammenarbeiten, der schon bei Dry as a Bone sein Studio für sie bereitgestellt hatte, während die anderen professioneller arbeiten wollten und ein 24-Spuren-Studio vorzogen.
Innerhalb dieser Krise ging Green River erneut auf Tour an der Westküste und hatte einen Auftritt als Vorgruppe von Jane’s Addiction am 31. Oktober 1987 in Los Angeles. Zu diesem Auftritt wollte Arm einige Freunde auf die wenigen ihnen zustehenden Plätze einladen, aber Ament setzte sich durch, in dem er alle Plätze für A&R-Manager reservierte. Als schließlich nur zwei der eingeladenen Gäste erschienen (einer erst nach dem Auftritt von Green River), kam es in der Garderobe zu einem handfesten Streit. Da Ament die Kritik nicht akzeptierte, stieg Mark Arm noch am selben Abend aus. Aus den gleichen Gründen kam es später auch zur Verstimmung zwischen Pearl Jam einerseits und Kurt Cobain andererseits, der, mit Arm befreundet, den „Ausverkauf“ anprangerte.
Nach dem Split beschlossen Gossard, Ament und Fairweather, sich einen neuen Frontmann und einen Schlagzeuger zu suchen, um weiterhin Musik zu machen. Diesen fanden sie in Andrew Wood, dem Sänger der in Seattle bekannten Glam-Rock-Band Malfunkshun, und gründeten mit diesem zunächst unter dem Namen Lords of the Wasteland die Formation, die als Mother Love Bone Bekanntheit erlangen sollte, aus denen wiederum durch tragische Umstände Pearl Jam wurden.
Nachdem Mark Arm noch am Abend seines Ausstiegs (Halloween 1987) mit Steve Turner die Gründung einer neuen Band beschlossen hatte, formierte sich kurz darauf mit Matt Lukin von den Melvins und Dan Peters die Band Mudhoney.
Am 30. November 1993 kam es zu einer Green-River-Reunion während eines Pearl Jam Konzertes in Las Vegas in Nevada. Beteiligt waren Mark Arm, Steve Turner, Stone Gossard, Jeff Ament und am Schlagzeug Chuck Treece, an Stelle von Alex Vincent, welcher zu der Zeit in Japan lebte. Die Band spielte die Songs Swallow My Pride and Ain't Nothing to Do bevor sie die Bühne verließen.
Zu Ehren des 20-jährigen Jubiläums von Sub Pop kam es am 13. Juli 2008 zu einer weiteren Reunion im Marymoor Park in der Nähe von Seattle. Die Besetzung bestand aus allen Mitgliedern die jemals an der Band beteiligt waren: Ament, Arm, Turner, Vincent, Gossard und Fairweather.

## Stil
Green River spielten eine Mischung aus Punk, Metal und Hard Rock. Das Fanzine The Rocket beschrieb den Sound von Green River als eine „Mischung aus Metallica und Lynyrd Skynyrd mit dem Gesang von Henry Rollins“.

## Wirkung
Die musikalische Wirkung auf andere Bands ist nicht so deutlich ablesbar wie bei späteren und berühmteren Bands aus Seattle. Green River prägten und etablierten jedoch die unter dem Genre-Begriff „Grunge“ geführte Mischung aus Garage Rock, Punk und Heavy Metal und öffneten damit Bands wie Soundgarden die Tür bei großen Plattenfirmen.
Die Entwicklung und das Schicksal Green Rivers verkörperte, zugespitzt formuliert, die Gratwanderung zwischen subkultureller Unabhängigkeit und Mainstream. Auch wenn Green River oft als die erste Grunge-Band gilt, war die Wirkung der Nachfolgebands (Mother Love Bone, Pearl Jam und Mudhoney) auf die Außenwelt weitaus größer.

## Diskografie
- 1984: Come on Down (EP, Homestead Records)
- 1986: Together We'll Never (Single, Tasque Force Records)
- 1987: Dry as a Bone (EP, Sub Pop)
- 1987: Rehab Doll (Album, Sub Pop)
- 1988: Rehab Doll / Dry as a Bone (Kompilation, Sub Pop)